# Jaubert-System

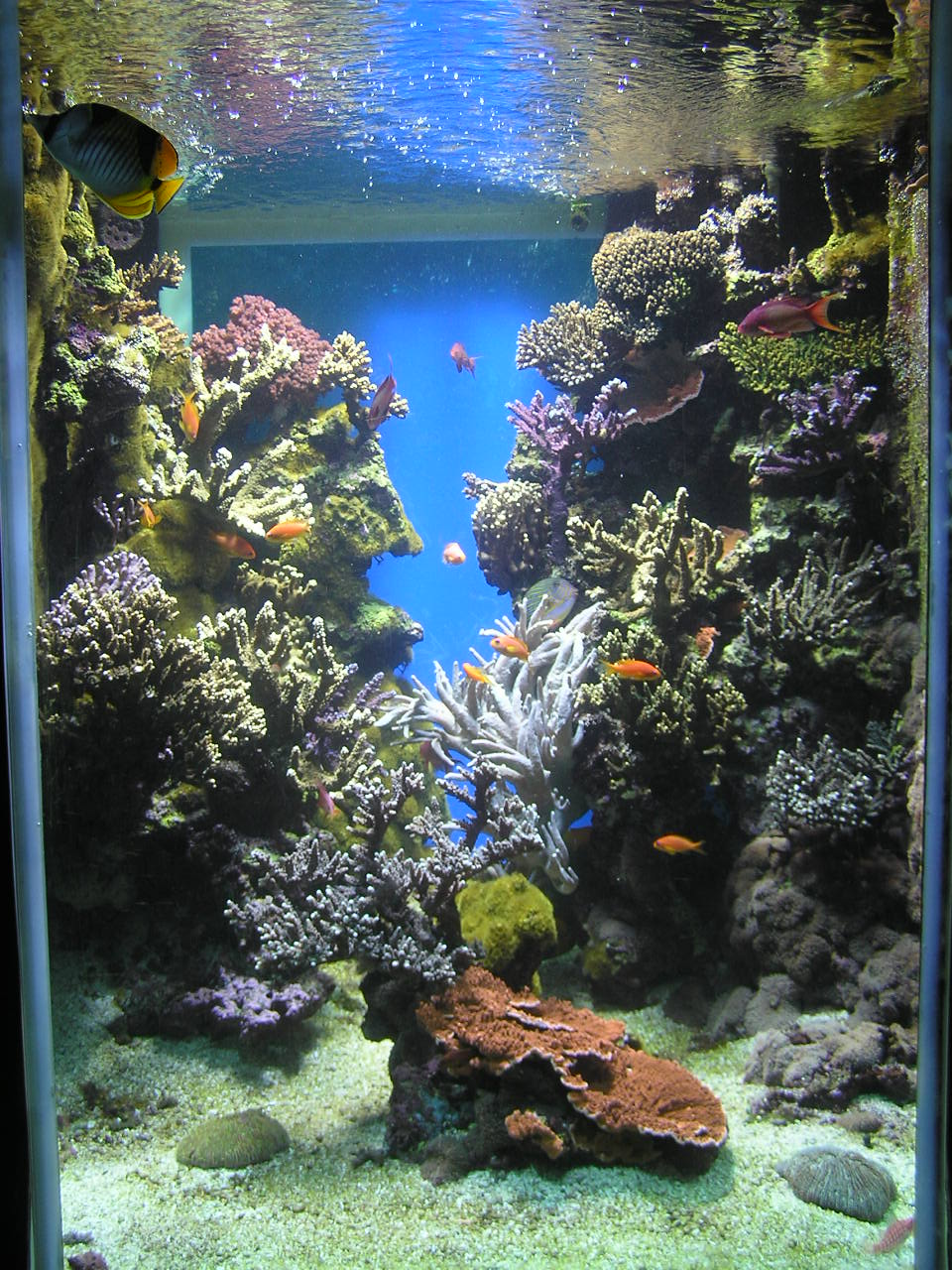
Riffaquarium im Ozeanografischen Museum in Monaco

Das Jaubert-System bezeichnet eine Methode, mit der Riffaquarien betrieben werden. Im Unterschied zu den vorher üblichen, mit toten Korallenstöcken dekorierten reinen Fischaquarien, die keine oder nur wenige wirbellosen Tiere enthalten, ermöglicht das Jaubert-System die Aquarienhaltung von Steinkorallen. Es wurde von Jean Jaubert entwickelt, einem Meeresbiologen, der am Ozeanografischen Museum in Monaco arbeitet.
Die wichtigsten Kennzeichen des Jaubert-Systems sind ein acht bis zehn Zentimeter hoher Bodengrund aus groben Korallensand mit einer Korngröße von zwei bis fünf Millimeter und das sogenannte Plenum, ein 10 bis 30 Millimeter hoher Hohlraum unter dem Bodengrund.
Das Plenum wird durch ein Plastikgitter errichtet, das man auf Abstandshaltern gestützt auf den Aquarienboden legt. Die Löcher des Gitters müssen so fein sein, dass der Korallensand nicht hineinrutschen kann. Auf das Plastikgitter schüttet man dann etwa fünf Zentimeter Korallensand, dann legt man ein Kunststoffnetz ein, das verhindert, dass grabende Tiere alles durchwühlen können, und füllt den Rest Korallensand drei bis fünf Zentimeter auf.
Der Bodengrund befindet sich zwischen Plenum und dem sauerstoffreichen Aquarienwasser und ist jetzt so dick, dass sauerstofffreie Zonen entstehen, in denen Nitrat abgebaut werden kann (Denitrifikation). Das im Plenum befindliche Wasser ist sehr sauerstoffarm, verhindert aber die Entstehung giftigen Schwefelwasserstoffs im Bodengrund.
Andere Voraussetzungen der modernen Riffaquaristik wie eine starke Beleuchtung durch Halogenstrahlern (HQI), optional mit blauen T5- oder T8-Leuchten kombiniert, oder eine reine Beleuchtung mit modernen T5-Leuchten und eine starke Wasserbewegung gelten auch für das Jaubert-System.
Häufig wird das Jaubert-System nicht mit nur einer Körnung Korallenbruch eingerichtet, sondern mit 3 verschiedenen. Im untersten Bereich, direkt über dem Plenum kommt grober Korallenbruch in einer Sieblinie von 10 bis 30 mm und einer Schichtstärke von ca. 3 cm.
Darauf wird dann ein Gewebevlies gelegt, um zu verhindern, dass sich die einzelnen Schichten vermischen. Nun wird die zweite Schicht aus mittlerem Korallenbruch aufgeschüttet und erneut durch Gewebe abgedeckt, um dann mit der letzten Schicht feinem Korallensand bedeckt zu werden.
Das Jaubert-System ist vor allem bei französischen Meerwasseraquarianern verbreitet. Andere Systeme für die Riffaquaristik sind das Berliner System, das Schlammfilter-System und das Deep Sand Bed.

## Weblinks

Lichtrasterplatten auf Abstandhalter als Plenum.
Einbringen des Trennvlies. Häufig nimmt man hierfür Putzgewebe aus dem Baumarkt, dieses muss hochalkalibeständig sein und ist daher Salzwasserfest.
Die erste Schicht aus groben Korallenbruch.
Zwischen jede Schicht des Bodengrundes kommt eine neue Lage aus Gittergewebe.
Das fertige Jaubert-System mit feinem Korallensand als oberste Schicht.